# Dziewczyna i gołębie (film)
Dziewczyna i gołębie – polski film obyczajowy z 1973 na podstawie opowiadania Jarosława Iwaszkiewicza pod tym samym tytułem.

## Główne role
- Karol Gruza - Edek
- Jadwiga Jankowska-Cieślak - Basia
- Leszek Herdegen - ojciec Edka
- Andrzej Seweryn - Stach, brat Edka
- Andrzej Mellin - Włodek, kolega Edka